# Dan Butler
Daniel Eugene Butler (Huntington, 2 de dezembro de 1954), conhecido popularmente como Dan Butler, é um ator norte-americano conhecido por seu papel como Bob "Bulldog" Brisco, na série de TV Frasier.

## Educação e vida pessoal
Butler nasceu em Huntington, Indiana e cresceu em Fort Wayne. 
É filho de Shirley, uma dona de casa, e Andrew Butler, um farmacêutico. Enquanto Butler era um estudante de teatro na Universidade de Indiana 1975, ele recebeu  a bolsa de estudos Irene Ryan para atuação, patrocinado pelo Kennedy Center. De 1976 a 1978 ele se preparou no Teatro de Conservatório de San Francisco.
Butler participou da primeira temporada da série de televisão Frasier em 1994.
Butler é casado com o produtor Richard Waterhouse.

## Trabalhos
- Roseanne como Art (1991–1992)
- Frannie's Turn como Father Anthony (1992)
- Frasier como  Robert "Bulldog" Briscoe (1993–2004)
- Caroline in the City como Kenneth Arabian (1995, 1997)
- Hey Arnold! - voz de Mr. Simmons/Lila's Dad (1997–2002)
- From the Earth to the Moon como  NASA Flight Director Eugene Kranz (1998)
- More Tales of the City como  Edward Bass Matheson (1998)
- Leg Work como Solinski no episódio Blind Trust (1987)
- Monsters como David no episódioA New Woman (1990)
- Quantum Leap como  Jake Dorleac no episódio Southern Comforts - August 4, 1961 (1991)
- Columbo como Sgt. Goodman in episode No Time to Die (1992)
- Life Goes On como  Ed no episódioIncident on Main (1993)
- The Powers That Be como  Walt Stevens (1993)
- Quantum Leap como  Mutta no episódio Mirror Image- August 8, 1953 (1993)
- Picket Fences como Joe Henley no episódio Duty Free Rome (1993)
- The X-Files como Jim Ausbury no episódio Die Hand Die Verletzt (1995)
- King of the Hill como a voz de Attorney no episódio Jumpin' Crack Bass (1997)
- Tracey Takes On... como  Priest no episódio Religion (1998)
- Star Trek: Voyager como  Steth no episódio  Vis à Vis (1998)
- Just Shoot Me! como  Bill Slatton no episódio  Eve of Destruction (1998)
- Suddenly Susan como  Dr. Richards no episódio War Games (1998)
- Touched by an Angel como  Dr. Ivar Kronenberg no episódio Anatomy Lesson (1999)
- Ally McBeal como advogado no episódio  Changes (1999)
- Crossing Jordan como  Arnold Hummer (2002)
- American Dreams como  Coach Ambros (2002–2003)
- Malcolm in the Middle como  Norm no episódio "Butterflies"
- Supernatural como  Reverend Sorenson in "Hook Man" (2005)
- House MD como  Dr. Weber no episódio  "Distractions" (2006)
- Monk como Dr. Scott no episódio "Mr. Monk Goes to the Hospital"
- Cashmere Mafia como Maxwell Tate in "Yours, Mine, and Hers"
- 'Til Death como  Paul no episódio "Clay Date"
- Without a Trace como  David Wilkins no episódio  The Source"
- Prayers for Bobby como Reverendo Whitsell (2009)
- Crazy, Stupid, Love. como Chefe Cal (2011)
- All My Life como Dr. Alan Mendelson (2020)

## Ligações Externas
- Dan Butler. no IMDb.
- Dan Butler (em inglês) no Allmovie